# ساندرا دنيس
ساندرا دنيس (بالإنجليزية: Sandy Dennis)‏ (و. 1937 – 1992 م) هي ممثلة مسرحية، وممثلة أفلام، وممثلة تلفزيونية، من الولايات المتحدة الأمريكية، ولدت في هاستينغس، نبراسكا، توفيت عن عمر يناهز 55 عاماً، بسبب سرطان المبيض.

## جوائز وترشيحات
حصلت على جوائز منها:
- جائزة توني لأفضل ممثلة مسرحية [الإنجليزية]‏ (1964)
- جائزة توني لأفضل ممثلة بارزة في مسرحية [الإنجليزية]‏ (1963)
- جائزة المسرح العالمي (1961)[3]
- جائزة الأوسكار لأفضل ممثلة مساعدة، عن عمل: من يخاف من فرجينيا وولف؟ (فيلم).

ترشحت لـ:
- جائزة الأوسكار لأفضل ممثلة مساعدة، عن عمل: من يخاف من فرجينيا وولف؟ (فيلم).

## وصلات خارجية
- ساندرا دنيس على موقع IMDb (الإنجليزية)
- ساندرا دنيس على موقع الموسوعة البريطانية (الإنجليزية)
- ساندرا دنيس على موقع روتن توميتوز (الإنجليزية)
- ساندرا دنيس على موقع ألو سيني (الفرنسية)
- ساندرا دنيس على موقع تيرنر كلاسيك موفيز (الإنجليزية)
- ساندرا دنيس على موقع أول موفي (الإنجليزية)
- ساندرا دنيس على موقع قاعدة بيانات برودواي على الإنترنت (الإنجليزية)
- ساندرا دنيس على موقع قاعدة بيانات الأفلام السويدية (السويدية)
- ساندرا دنيس على موقع إن إن دي بي (الإنجليزية)
- ساندرا دنيس على موقع قاعدة بيانات الفيلم (الإنجليزية)